# Miroslava Křivánková
Miroslava „Mirka“ Křivánková (26. ledna 1954 Brno – 30. ledna 2021) byla česká zpěvačka a skladatelka, jazzová a jazzrocková vokalistka 70. a 80. let 20. století, vítězka soutěžního festivalu Vokalíza v letech 1981, 1982 a 1985.

## Život
Vyrůstala s matkou a dvěma sourozenci, otec v době jejího dětství pracoval v jáchymovských uranových dolech (později se odstěhoval do Austrálie). Ve 13 letech ji okouzlilo hnutí hippies a hra na kytaru, začala spolupracovat s kapelou Mazanec. Učila se na dámskou krejčovou.
Později začala spolupracovat s kapelou Ch.A.S.A., v roce 1975 poprvé koncertovali v Lucerně. Dále spolupracovala s jazzmany Martinem Kratochvílem, Jiřím Stivínem, Gustavem Bromem, Emilem Viklickým, Jiřím Bulisem nebo Zdeňkem Sarkou Dvořákem. Často vystupovala v Redutě a Malostranské besedě. Po sametové revoluci zpívala i v zahraničí, např. v Německu.
Po vážném úrazu byla od roku 2013 upoutaná na invalidní vozík. Zemřela 30. ledna 2021 na následky recidivy rakoviny.

## Spolupráce s kapelami
- Jazz Q
- Orchestr Gustava Broma
- Free Flying
- Mirka plus Duo Brno
- Urfaust
- Ornis
- Ch.A.S.A.
- Pražský Big Band
- Mandala[4]

## Diskografie

### LP
- 1985 Zrcadlení / Reflections s Jiřím Stivínem (Supraphon)[5][6]
- 1986 Alan Vitouš / Zdeněk Dvořák / Mirka Křivánková - Jazz Praha Live (Panton)[7]
- 2004 FREE FLYING (Faust Records)[8]

### EP
- 1986 Mirka Křivánková, Zdeněk Dvořák - Mini Jazz Klub 44 (Panton)[9]